# 국민의힘 제1차 전당대회
국민의힘 제1차 전당대회는 2021년 6월 11일 치러진 대한민국의 정당 국민의힘 첫 전당대회이다. 서울특별시 여의도의 중앙당사에서 치러졌다.
대회를 통하여 이준석 초대 당대표를 비롯하여 조수진 수석 최고위원 및 배현진, 김재원, 정미경 최고위원, 김용태 청년최고위원을 선출하여 새 지도부를 구성하면서, 비상대책위원회 체제가 끝나게 되었다.
1985년생으로 만 36세의 나이였던 이준석 신임 대표는 역대 최초의 30대 주요 정당 당수이자 추대가 아닌 선거의 방식으로 당선된 주요 정당 당수 중에 최초로 선거에서 당선되거나 공직을 맡은 경력이 없는 당수라는 타이틀을 거머쥐게 되었다.
이 대표를 비롯한 신임 지도부의 공식 임기는 2년으로, 2022년 3월 대한민국 제20대 대통령 선거와 6월 제8회 전국동시지방선거 등을 지휘하게 되었다.

## 당대표 선출
4.7 재보궐선거가 끝나며 김종인 비상대책위원장이 퇴임함에 따라 국민의힘은 차기 지도부를 선출할 원내대표 선거와 전당대회를 준비하였다.
원내대표로 선출된 김기현 신임 원내대표는 곧바로 안철수 국민의당 대표와 회동하여 합당 문제를 전당대회 이후에 논의하기로 합의하고, '국민의힘 전당대회준비위'를 구성하여 지도부를 빠르게 출범시키기 위해 노력하였다.
4월 당시에는 당 대표 권한대행을 맡고 있었던 주호영 원내대표가 무난하게 차기 당 대표를 맡을 것이라는 관측이 우세했다. 4월 13일과 16일, 서병수 전 부산시장과 정진석 전 원내대표가 잇따라 불출마를 선언하자 주호영 대세론이 형성되며 주호영 원내대표는 각종 여론조사에서 1위를 차지했다. 그러나 이에 대한 견제로 특정 지역 출신이 당을 장악할 경우 확장성에 걸림돌이 될 것이라는 '영남당' 논란과, 당 대표 선거 출마를 노린다면 당 대표 권한을 대행하고 있는 원내대표직에서 서둘러 물러나야 한다는 논란이 있었다. 4월 23일, 직전 재보선 서울시장 경선에서 탈락했던 나경원 전 원내대표의 출마설이 보도된 이후 5월부터 여론조사에 포함된 나경원 전 원내대표가 여론조사 1위를 차지하고, 4월 30일 원내대표 선거 실시에 따라 주호영 원내대표가 조기 퇴임하고 당대표 출마를 공식화하면서 당대표 선거 초반은 수도권 대 비수도권 구도의 주호영, 나경원 전 원내대표의 양강 구도로 형성되었다.
한편, 당대표 출마를 선언한 초선의 김웅 의원이 초기 여론조사에서 2위, 나경원 원내대표가 여론조사에 포함된 이후에도 3위권을 유지하자 세대교체가 이슈로 떠오르기 시작했다. 이러한 세대교체 바람은 역시 초선의 김은혜 의원과 공직선거 당선 경험이 없는 이준석 전 최고위원 등으로도 옮겨갔다. 특히 2012년 새누리당 비대위원 영입 당시부터 잦은 방송활동으로 높은 인지도를 갖고 4.7 재보선 평가를 두고 진중권 교수와 페미니즘을 주제로 설전을 벌이며 이슈화된 이준석 전 최고위원은 5월 초 여론조사에 포함되기 시작하자 주호영 전 원내대표를 제치고 나경원 전 원내대표와 오차범위 내 2위를 차지하기 시작했다. 이후 주호영 전 원내대표와 이준석 전 최고위원 간의 설전이 오가면서 당대표 선거는 신진 대 중진 구도로 급변했다. 이러한 논쟁 속에 이준석 전 최고위원은 새로운 세대의 상징으로 떠오르며 5월 중순 여론조사부터는 1위를 차지하기 시작했고 점차 타 후보와의 차이를 벌려가 후보등록 후 일부 여론조사에서는 2위인 나경원 전 원내대표의 2배 가까운 지지율을 보이기도 했다.
5월 22일, 후보 등록 결과 이준석 전 최고위원, 나경원, 주호영 전 원내대표, 조경태, 홍문표, 김웅, 김은혜, 윤영석 의원이 당 대표 후보로 등록했다. 당 대표 후보가 8명을 기록하면서 대한민국의 보수정당 최초로 당 대표 예비 경선을 실시하게 되었다.
5월 28일, 일반국민 여론조사 50%, 당원 여론조사 50%로 치러진 예비경선 결과, 이준석, 나경원, 주호영, 홍문표 후보가 진출하였고, 김웅, 김은혜 의원은 이미지가 겹치는 이준석 후보에게 지지를 빼앗기며 컷오프되었다. 이전까지 주호영 후보 등 일각에서는 이준석 후보가 압도적 1위로 나타나는 여론조사들의 신뢰성을 의심해왔으나, 예비경선 후 언론을 통해 득표율이 공개되어 이준석 후보가 일반국민 여론조사에서 51%의 지지율을 보이고 당원 여론조사에서도 1위인 나경원 후보(32%)와 1% 차이였다는 것이 밝혀지자, 실체를 드러낸 이준석 후보의 지지율은 밴드왜건 효과와 함께 탈락한 초선 김웅, 김은혜 의원의 지지층을 흡수하며 더욱 파죽지세를 이어갔다.
이준석 후보가 압도적인 1위를 이어가자 나경원 후보 측에서는 이준석 후보가 유승민 전 바른정당 대표와 가깝고 안철수 국민의당 대표와 적대적인 관계였던 점을 두고 대선 관리에 적합하지 않다며 공격했고, 이준석 후보는 나경원 후보야말로 친박계의 지원을 받고 있다며 반격하면서 당대표 선거 후반은 계파 논쟁으로 이어졌다. 나경원 후보 측은 이준석 후보가 당 대표가 되면 윤석열 점 검찰총장을 배제할 것이라며 공격했고, 이준석 후보가 "음모론적 망상"이라며 반박하자 '망상'이 모욕적인 장애인 비하발언이라며 재반격했다.

### 당대표 후보자 명부
| 후보자 | 출생연도 | 주요 경력                                                                           | 비고      |
| ------ | -------- | ----------------------------------------------------------------------------------- | --------- |
| 나경원 | 1963년   | 자유한국당 원내대표, 4선 국회의원(17·18·19·20) 역임                                 | 원외      |
| 이준석 | 1985년   | 미래통합당 최고위원, 새누리당 비상대책위원 역임                                     | 원외. 0선 |
| 조경태 | 1968년   | 미래통합당 최고위원 역임. 5선 국회의원(17·18·19·20·21)                              |           |
| 주호영 | 1960년   | 국민의힘 원내대표, 대한민국 특임장관 역임. 5선 국회의원(17·18·19·20·21)             |           |
| 홍문표 | 1947년   | 자유한국당 사무총장, 국회 예산결산특별위원회 위원장 역임. 4선 국회의원(17·19·20·21) |           |

### 당대표 선거 결과
| 후보자 | 선거인단 결과 | 여론조사 결과(표로 환산) | 최종 합산 결과 | 비고 |
| ------ | ------------- | ------------------------ | -------------- | ---- |
| 나경원 | 61,077표      | 28.27%(환산 18,074표)    | 79,151표       |      |
| 이준석 | 55,820표      | 58.76%(환산 37,572표)    | 93,392표       | 당선 |
| 조경태 | 4,347표       | 2.57%(환산 1,641표)      | 5,988표        |      |
| 주호영 | 25,102표      | 7.47%(환산 4,774표)      | 29,883표       |      |
| 홍문표 | 2,841표       | 2.94%(환산 1,880표)      | 4,721표        |      |

| 순위 | 기호 | 이름   | 선거인단 투표(70%) | 국민 여론조사(30%) | 총 득표 | 비고    |
| 순위 | 기호 | 이름   | 득표율             | 득표율             | 득표율  | 비고    |
| ---- | ---- | ------ | ------------------ | ------------------ | ------- | ------- |
| 1    | 2    | 이준석 | 55,820             | 37,572(환산)       | 93,392  | 당 대표 |
| 1    | 2    | 이준석 | 37.4               | 58.8               | 43.8    | 당 대표 |
| 2    | 1    | 나경원 | 61,077             | 18,074(환산)       | 79,151  |         |
| 2    | 1    | 나경원 | 40.93              | 28.27              | 37.13   |         |
| 3    | 4    | 주호영 | 25,109             | 4,774(환산)        | 29.883  |         |
| 3    | 4    | 주호영 | 16.82              | 7.47               | 14.02   |         |
| 4    | 3    | 조경태 | 4,347              | 1,641(환산)        | 5,988   |         |
| 4    | 3    | 조경태 | 2.91               | 2.57               | 2.80    |         |
| 5    | 5    | 홍문표 | 2,841              | 1,880(환산)        | 4,721   |         |
| 5    | 5    | 홍문표 | 1.90               | 2.94               | 2.21    |         |
| 합계 | 합계 | 합계   |                    |                    |         | -       |

※ 당대표 선거에는 선거인단 총 328,893명 중 149,194명이 투표, 45.36%의 투표율을 기록하였다. 당원투표 70%, 여론조사 30%를 합산 반영하였다.

## 최고위원 선출
10명의 후보자 중 조수진, 배현진, 김재원, 정미경 후보자가 각각 최고위원에 선출되었다.
| 이름   | 선거인단 결과 | 여론조사 결과 | 최종 합산 결과 | 비고 |
| ------ | ------------- | ------------- | -------------- | ---- |
| 김재원 | 50,571표      | 9.55%         | 62,487표       | 당선 |
| 도태우 | 16,622표      | 3.75%         | 21,295표       |      |
| 배현진 | 58,763표      | 26.72%        | 92,102표       | 당선 |
| 원영섭 | 11,265표      | 2.82%         | 14,784표       |      |
| 이영   | 21,170표      | 4.76%         | 27,110표       |      |
| 정미경 | 32,638표      | 9.58%         | 44,591표       | 당선 |
| 조대원 | 8,559표       | 3.42%         | 12,827표       |      |
| 조수진 | 62,497표      | 30.26%        | 100,253표      | 당선 |
| 조해진 | 25,409표      | 8.38%         | 35,859표       |      |
| 천강정 | 3633표        | 0.77%         | 4,588표        |      |

※ 최고위원 선거는 선거인단 총 328,893명 중 146,479명이 투표, 44.54%의 투표율을 기록하였다. 당원투표 70%, 여론조사 30%를 합산 반영하였다.

## 청년최고위원 선출
청년최고위원에는 다섯 명의 후보자 중 김용태 후보가 선출되었다.
| 이름   | 선거인단 결과 | 여론조사 결과 | 최종 합산 결과 | 비고 |
| ------ | ------------- | ------------- | -------------- | ---- |
| 강태린 | 15,748표      | 9.11%         | 21,336표       |      |
| 김용태 | 41,763표      | 38.02%        | 65,084표       | 당선 |
| 이영   | 27,697표      | 30.31%        | 46,285표       |      |
| 함슬옹 | 26,757표      | 9.08%         | 32,323표       |      |
| 홍종기 | 31,156표      | 13.49%        | 39,431표       |      |

※ 청년최고위원 선거는 선거인단 총 328,893명 중 143,121명이 투표, 43.52%의 투표율을 기록하였다. 당원투표 70%, 여론조사 30%를 합산 반영하였다.

## 같이 보기
- 국민의힘 제2차 전당대회